# Тур Бержерон
Тур Бержерон (15 август 1891 - 13 юни 1977) е шведски геофизик, метеоролог. Известен е с това, че е въвел тримерния индиректен анализ в синоптичната метеорология. Създател е на теорията за образуването на валежите в атмосферата, известна като теория на Бержерон – Финдайзен.